# Hålvattsmyrorna
Hålvattsmyrorna är ett naturreservat i Umeå kommun i Västerbottens län.
Området är naturskyddat sedan 2001 och är 170 hektar stort. Reservatet omfattar öppna eller glest tallbevuxna våtmarker: Hålvattsmyrorna i centrala och södra delen av området och Västra Storänget i norra delen. Reservatet består av äldre grandominerad barrblandskog med mer gransumpskog utmed en bäck som rinner genom reservatet.